# Tvillingarna (bokserie)
Tvillingarna är en bokserie om enäggstvillingarna Jessica & Elizabeth Wakefield, som bor i den påhittade staden Sweet Valley. De är tolv år gamla och går sjätte årskursen i Sweet Valley Middle School. 
Jessica är den populära, utåtgående tvillingen som älskar uppmärksamhet och är med i den populära klubben enhörningarna som bara de sötaste och populäraste tjejerna i sweet valley är med i. Elizabeth är däremot skötsam och hjälper ofta Jessica med läxorna. Hon gillar deckarböcker. Elizabeth är vän med Amy Sutton som är lite tråkig men är en snäll och pålitlig vän. Elizabeth tycker att Jessicas vänner är ytliga. 
Serien är skapad av Francine Pascal, men böckerna är skrivna av olika författare. 
Det har kommit ut över 100 olika böcker i serien, och de finns i olika format; både de klassiska små böckerna som kommer ut ofta, och större böcker som kommer ut mer sällan. 
TV-serien Tvillingarna på Sweet Valley High är baserad på bokserien.
Det finns också andra serier om tvillingarna, som då beskriver deras tid i tvåan, sjuan, high school och college.
Tvillingarna "mindre böcker"
1. Bästa vänner
2. Drömrollen
3. Spökhuset
4. Popkonserten
5. Mallgrodan
6. Föräldralös
7. Hästtokig
8. Mobbad
9. Mini-olympiaden
10. Misstänkta
11. Födelsedagsfesten
12. Skolvalet
13. Pojkvännen
14. Ovänner
15. Tjejer!
16. Huvudrollen
17. Översittaren
18. Skolkarna
19. Ensam
20. Lantisen
21. Skoljubileet
22. Spionen
23. Förändringen
24. Försvunnen
25. Hundvänner
26. Aprilskämtet
27. Busungarna
28. Kronprinsen
29. Teaterdrömmar
30. Uppvisningen
31. Brevvännen
32. Bortrövad
33. Bluffen
34. Segraren
35. Förtroendet
36. Nykomlingen
37. Partyplaner
38. Hemligheten
39. Kyssen
40. Eldsvådan
41. Hopptävlingen
42. Drömresan
43. Glasögonen
44. Beslutet
45. Lillasystern
46. Filmstjärnan
47. Mönstereleven
48. Inrädesprovet
49. Filmen
50. Föräldrafritt
51. Rockstjärnan
52. Gåvan
53. Syskonkärlek
54. Lögnen
55. Vadet
56. Utbytesstudenten
57. Plugghästen
58. Färgkriget
59. Stackars Lila!
60. Misstrodd
61. Balettdansösen
62. Äggröra
63. Dubbelliv
64. Tankeläsarna
65. Trädkramarna
66. Kärleksbrygden
67. Rockhörningen
68. Änglavakt
69. Jordbävningen
70. Betjänterna
71. Försökskaninen
72. Lyckoträffen
73. Skvallerkriget
74. Halvsystern
75. Romeo och två Julior
76. Sjundeklassaren
77. Svikaren
78. Kak-katastrofen
79. Spådamen Jessica
80. Dubbelspelet
81. Skattsökarna

Tvillingarna "större böcker"
1. Sommarlägret
2. Julspöket
3. Spökjakten
4. Julängeln
5. Vålnaden
6. Förvandlingen
7. Rubinhalsbandet
8. Spökflickan
9. Den hemlige pojkvännen
10. Jessicas älskling
11. Den magiska pennan
12. I nattens mörker
13. Ögon i natten
14. En oförglömlig resa
15. Nattens ondska
16. Den sista natten
17. Julfesten
18. Tvillingarna i Paris
19. Ombytta roller
20. Jessicas första kyss
21. Elaka Elisabeth
22. Små vita lögner
23. Tjuven Jessica
24. Kärlek och svart magi
25. Monsterbalen
26. Juvelstölden
27. Charlottas förbannelse
28. Skrämselkriget
29. Enhörningarna på Hawaii
30. Dubbelkriget
31. Kära Elisabeth
32. Tvillingarna i Hollywood
33. Hemligheten i källaren
34. Avskedsfesten

Tvillingarna på Sweet Valley High
1. Rivaler i kärlek
2. Den förfärliga hemligheten
3. Leka med elden
4. Hämnden är ljuv
5. Ensam i natten
6. För kärlekens skull
7. Älskade syster
8. Brädad i kärlek
9. Segraren får allt
10. Med dåligt rykte
11. Lurande lögner
12. När kärleken dör
13. Elisabeth är kidnappad
14. Elisabeths stora misstag
15. En ny syster
16. Ingen riktig vän
17. Svindlande kärlek
18. Jag lämnar dig aldrig
19. Svekfulla planer
20. Kärlekens offer
21. Farväl för alltid
22. Kärlekens krav
23. Tid för avsked
24. Minnet av Tricia
25. När allt brister
26. Tagen som gisslan
27. Sviket förtroende
28. Hemlig längtan
29. Inte som förr
30. En perfekt vän
31. Oväntad rival
32. Den nya Jessica

Tvillingarna på Sweet Valley University
1. Collage liv
2. Kärlek, lögner och Jessica Wakefield
3. Blod, svett och tårar
4. Jessica, Elisabeth och kärleken
5. Skandaler, hemligheter och kärlekstrubbel
6. Den stora kärleken
7. Älskad, lämnad, saknad
8. Återföreningen
9. Jessicas utmaning
10. Över gränsen
11. Kräv natten tillbaka

Jessica och Elisabeth
1. Två världar
2. Bortgjord
3. Skokompisar
4. Ryktet går
5. Välja sida
6. Sanningar och lögner
7. En för mycket
8. Sveket mot Anna
9. Aldrig i livet
10. Fest eller fiasko
11. Lämna mig ifred
12. Skolans enda singel
13. Tre dagar, två nätter
14. Älskar, älskar inte
15. Jessicas plan
16. Nya tider, nya vänner
17. Vem bryr sig?
18. Strandliv
19. Hemligheter och missförstånd
20. Vild och galen